# Välfärd utan tillväxt
Välfärd utan tillväxt (engelska: Prosperity Without Growth) är en tillväxtkritisk bok från 2009 av författaren och ekonomen Tim Jackson. Boken släpptes ursprungligen som en rapport från Sustainable Development Commission (SDC), och blev snabbt den mest nedladdade rapporten i kommissionens nioåriga historia. Rapporten publicerades senare under 2009 av Earthscan. I boken argumenteras för att välstånd (prosperity) är något önskvärt, men att det inte är detsamma som materiell välfärd. Tvärtom är en av huvudpoängerna att ekonomisk tillväxt bortom en viss punkt inte leder till ökad mänsklig välfärd och välmående. 

## Mottagande
Boken har beskrivits av Le Monde som "one of the most outstanding pieces of environmental economics literature in recent years" 